# Federazione di rugby a 15 del Marocco
La Fédération Royale Marocaine de Rugby (in arabo الاتحاد الملكي المغربي للرجبي‎?), conosciuta anche con l'acronimo FRMR, è l'organismo di governo del rugby a 15 e delle discipline derivate (es. rugby a 7) in Marocco.
Fondata nel 1956, benché il primo incontro internazionale ufficiale disputato dalla selezione nazionale risalga a più di due decadi prima (25 dicembre 1931, versus Spagna), venne affiliata alla FIRA (oggi Rugby Europe) per poi uscirne nel 1999 quando questa divenne federazione continentale europea (FIRA-AER).
Nel 1986, a Tunisi, fu una delle otto federazioni nazionali a fondare la Confédération Africaine de Rugby (oggi Rugby Afrique), organismo di governo del rugby a 15 in Africa e, due anni più tardi, nel 1988, si affiliò all'International Rugby Board (oggi World Rugby), l'allora federazione internazionale.
Attualmente la FRMR figura nel Tier 3 Development Two, il quarto gruppo per importanza di federazioni World Rugby.